# Arès
Arès – miejscowość i gmina we Francji, w regionie Nowa Akwitania, w departamencie Żyronda.
Według danych na rok 1990 gminę zamieszkiwało 3911 osób, a gęstość zaludnienia wynosiła 81 osób/km² (wśród 2290 gmin Akwitanii Arès plasuje się na 108. miejscu pod względem liczby ludności, natomiast pod względem powierzchni na miejscu 128.).